# Mohamed Boulsane
Mohamed Boulsane, né le 1er janvier 1908 à Collo et mort le 16 mars 1966 à Constantine, est un homme politique français.

## Biographie
Il est né à Collo en 1908. De profession agriculteur, industriel et forestier, il fait des études jusqu’au baccalauréat.
Il est élu délégué à l'Assemblée algérienne en 1949 et devient conseiller général de Collo en 1955. Il est député de Constantine, proclamé élu le 3 décembre 1958 puis exerce les fonctions de secrétaire de l'Assemblée nationale du 4 octobre 1960 au 4 juillet 1961. Mohamed Boulsane s'apparente au groupe de l'Entente démocratique en 1959 et finit son mandat le 3 juillet 1962. 
Mohamed Boulsane est mort le 16 mars 1966 à Constantine.